# Katalin Cseh (politička)
Katalin Cseh (29. červen 1988, Montréal) je maďarská ekonomka, lékařka, politička a poluzakladatelka hnutí Momentum Mozgalom, za které byla ve volbách 2019 zvolena poslankyní Evropského parlamentu zasedající ve frakci ALDE/Obnova Evropy (Renew). V roce 2024 se stala členkou maďarského parlamentu a o znovuzvolení do Evropského parlamentu se tak již neucházela. 

## Biografie
Narodila se v Montréalu, v provincii Québec v Kanadě. Poté, co v roce 2007 odmaturovala na Toldy Ferenc Gimnázium v Budapešti, absolvovala roku 2014 studium medicíny na Semmelweis Egyetem, v roce 2015 získala diplom z ekonomie ve zdravotnictví na Erasmově univerzitě v Rotterdamu. Mezi lety 2015 a 2017 pracovala jako porodní lékařka na klinice SOTE 1. sz. Szülészeti és Nőgyógyászati Klinika. Od roku 2018 studuje program Master of Business Administration (MBA) na Univerzitě Loránda Eötvöse v Budapešti. 

### Politická kariéra
V roce 2015 byla jednou ze zakladatelů hnutí Momentum Mozgalom a byla i u jeho tranformace v politicku stranu. 
- V parlamentní volbách 2018 neúspěšně kandidovala, jednak v jednomandátovém obvodu č. 6 (Ferencváros Józsefváros), jednak na 6. místě celostátní kandidátní listiny Momentum Mozgalom.[1][2]
- Ve volbách do Evropského parlamentu 2019 kandidovala na prvním místě na kandidátní listiny Momentum Mozgalom. Byla zvolena (společně Anna Donáth, která byla druhá v pořadí) poslankyní EP zasedající v politické skupině ALDE/Obnova Evropy (Renew).[3]
- Ve volbách do Evropského parlamentu 2024 kandiduje na druhém místě za hnutní Momentum Mozgalom.[4]

## Soukromý život
Je ženatá, od srpna 2021 je jejím manželem Dániel Tamás Berg (* 1988, New York), který je rovněž politikem angažujícím se v hnutí Momentum Mozgalom.